# Underwater (película)
Underwater es una película estadounidense de suspenso y aventura de 2020 dirigida por William Eubank y escrita por Brian Duffield. La cinta fue producida por Chernin Entertainment y está protagonizada por Kristen Stewart, T. J. Miller, Jessica Henwick, Mamoudou Athie, Vincent Cassel y John Gallagher Jr.
Fue estrenada el 10 de enero de 2020 por 20th Century Fox. Esta fue la última película lanzada bajo el sello de 20th Century Fox antes de su cambio de nombre a 20th Century Studios.

## Sinopsis
Un equipo de investigadores submarinos debe ponerse a salvo después de que un terremoto devaste su laboratorio ubicado en las profundidades de la Fosa de las Marianas. Sin equipo, caminando en las profundidades y oscuridad del mar, deben enfrentarse a las criaturas que ellos mismos han dejado en libertad tras perforar un burbuja hidrotermal.

## Argumento
En el año 2050, Kepler 822 es una instalación de investigación y perforación submarina operada por Industrias Tian en el fondo de la Fosa de las Marianas. Durante el turno de noche, mientras la mayor parte de los habitantes de la instalación aún duermen, un terremoto de gran magnitud sacude las instalaciones, provocando el colapso de una parte de ellas y dejando gravemente dañadas el resto de las infraestructuras.
Entre los supervivientes se encuentra la ingeniera mecánica Norah Price y su compañero Rodrigo, quienes se ven obligados a tomar una dura decisión y sellar in extremis los compartimentos de la zona en la que se encuentran para así proteger al resto de las instalaciones sin poder salvar a los muchos de sus compañeros, quienes mueren aplastados tras la implosión de la infraestructura.
Norah y Rodrigo son conscientes de que el colapso del resto de instalaciones es inminente, por lo que deciden dirigirse hacia la zona de evacuación. Entre los escombros del camino se encuentran con Paul, otro superviviente que ha quedado atrapado y al que afortunadamente pueden liberar.
Cuando por fin llegan a la zona de evacuación, descubren que todas las cápsulas de escape ya se han desplegado, y que la única persona que queda en el lugar es el capitán Lucien, quien ha decidido permanecer allí al no haber cápsulas suficientes para todos. El grupo decide entonces desplazarse al centro de control, donde encuentran a la bióloga Emily Haversham y al ingeniero Liam Smith, quienes tratan sin éxito de comunicarse con la superficie. 
Buscando una salida Lucien propone un arriesgado plan que consiste en usar trajes presurizados para caminar aproximadamente una milla a través del fondo del océano hasta Roebuck 641, una estación submarina abandonada, con la esperanza de que allí haya cápsulas de escape suficientes para todos. El grupo acepta la propuesta y, tras equiparse con los trajes especiales, salen al exterior para descender al lecho marino mediante un montacargas. Sin embargo, mientras descienden, el casco defectuoso de Rodrigo estalla bajo la inmensa presión del agua, matándolo instantáneamente ante sus compañeros. 
Una vez en el lecho marino, la tripulación superviviente ve una baliza de socorro de una de las cápsulas de escape, por lo que Smith y Paul se acercan a investigar. Al llegar al lugar, encuentran una sustancia extraña entre los escombros y un cuerpo en aparente descomposición. En ese instante, una criatura marina emerge de la espalda del cadáver y le ataca. Smith mata a la criatura y la llevan dentro de las instalaciones. Haversham examina la criatura y se da cuenta de que pertenece a una misteriosa especie nunca antes descubierta.
De nuevo los cinco se dirigen al fondo del mar pero, mientras caminan por el lecho marino, los restos de la estación Kepler 822 explotan y casi los entierra en escombros. Smith es golpeado, pero afortunadamente Price y Lucien logran ayudarle. Más adelante el grupo logra pasar por un túnel de acceso a una estación intermedia, donde pueden cargar y limpiar sus trajes. Sin embargo, encuentran que el depurador de oxígeno de Smith está muy dañado por los escombros. 
Mientras el grupo avanza por el interior de las instalaciones descubren que un tramo del camino ha quedado anegado. Debido a la estrechez del paso, se ven obligados a ir de uno en uno usando un cable guía. Todos logran pasar, pero en el momento en que el último de ellos (Paul) emerge, es atacado por una criatura desconocida, arrastrándolo con una increíble fuerza hasta el punto de arrancarlo de su propio traje y matándolo sin que sus compañeros puedan hacer nada por él. 
Antes de que el equipo abandone el túnel de acceso, descubren que la cápsula de oxígeno dañada de Smith limita demasiado su autonomía, ya que si permanece demasiado tiempo respirando desde su traje se asfixiará por los vapores tóxicos que inhalaría. Consciente del problema, Smith propone quedarse atrás para no ser un lastre para sus compañeros. Pero ni Price ni Lucien ni Haversham están dispuestos a dejar atrás a otro miembro de la tripulación. Por ello, acuerdan ayudar a Smith a caminar y de ese modo los cuatro parten de nuevo a través del fondo del océano. 
En su avance, otra de las misteriosas criaturas aparece y arrastra a Smith hacia una cavidad. En el último momento Lucien logra salvar a Smith, pero es arrastrado junto con Price hasta una zona donde comienzan a ascender demasiado rápido hacia la superficie. Pese a los esfuerzos de Price, Lucien no logra soltarse y continua ascendiendo a gran velocidad. Debido a la rapidez del ascenso sus trajes les alertan de un peligro de colapso debido a la diferencia de presión con el exterior. Lucien, quien está atrapado y es consciente de que le quedan pocos segundos antes de que su traje explote, decide sacrificarse soltando a Price para que ella pueda volver a descender, recuperando así los niveles de presión de su traje y salvándola de una muerte segura. 
Price termina sola y con su traje dañado, pero logra llegar a la estación submarina abandonada de Shepard, pese a su conmoción. Allí, encuentra casualmente la taquilla de Lucien y, en su interior, descubre un diagrama dibujado en un antiguo plano del sitio de perforación inicial. Tras reponerse y tranquilizarse, Price logra sustituir su traje de inmersión dañado por uno nuevo antes de continuar hacia Roebuck. 
Caminando por el fondo del océano, se reencuentra con Haversham, quien estaba a punto de darse por vencida ante su incapacidad por arrastrar el cuerpo inconsciente de Smith. Entre ambas, logran arrastrar a Smith hasta la entrada de la estación Roebuck. Sin embargo, al llegar se encuentran con lo que aparenta ser un nido de criaturas humanoides que cuelgan del techo, aparentemente dormidas. Asustadas, deciden cruzar entre ellas con sigilo, pero el sonido de la alarma de oxígeno de Haversham despierta a una de las criaturas, la cual ataca a Price. 
Durante el forcejeo, Price es parcialmente tragada por la criatura, pero afortunadamente logra matarla al dispararle desde su interior con una pistola de bengalas. En ese momento el resto de criaturas se despiertan y la miran con intención de atacar. Pero entonces todas ellas se elevan a la vez, como si el techo de donde colgasen estuviera siendo arrastrado por algo. Price observa algo en la distancia y dispara una segunda bengala, descubriendo horrorizada que de entre las profundidades emerge una criatura titánica, Cthulhu, de la cual surgen cientos de las criaturas que los han estado atacando hasta ese momento. 
Los tres compañeros supervivientes huyen del lugar a toda prisa y logran llegar entrar en la estación, alcanzando la bahía de las cápsulas de escape; sin embargo Price descubre que sólo dos de las cápsulas son funcionales. Price y Haversham logran meter al enfermo Smith en una cápsula, y Price persuade a Haversham a la fuerza para que tome la última. 
Mientras esto sucede, la dantesca criatura ataca la estación Roebuck y un enjambre de las criaturas más pequeñas persiguen a las dos cápsulas de escape en su camino a la superficie. Price, aceptando su muerte inminente, inicia una sobrecarga del núcleo del reactor nuclear de la estación, lo que resulta en una explosión masiva que la envuelve a ella, a Cthulhu y al enjambre de pequeñas criaturas, permitiendo que las cápsulas de escape alcancen la superficie y salvando así a sus compañeros.
Pese a que la prensa se hace eco del extraño incidente, Industrias Tian se niega a participar en las investigaciones de los eventos censurando cualquier declaración al respecto, al tiempo que interroga a los únicos dos supervivientes y se prepara para reanudar sus proyectos de perforación.

## Reparto
- Kristen Stewart como Norah Price.[5]
- Vincent Cassel como Capitán Lucien.
- T. J. Miller como Paul Abel.
- Jessica Henwick como Emily Haversham.
- Mamoudou Athie como Rodrigo Nagenda.
- John Gallagher Jr. como Liam Smith.
- Gunner Wright como Lee Miller.

## Producción
El 22 de febrero de 2017, se anunció que Kristen Stewart protagonizaría Underwater, una película dirigida por William Eubank a partir de un guion de Brian Duffield, con revisiones de Adam Cozad; también se reveló que la producción principal comenzaría el siguiente mes. El 7 de marzo de 2017, T. J. Miller y Jessica Henwick se unieron al elenco. También se confirmó que la producción principal comenzaría más tarde ese mes en Nueva Orleans.
El 5 de abril de 2017, durante la producción principal, Vincent Cassel y Mamoudou Athie se integraron al reparto. Al día siguiente, John Gallagher Jr. también se sumó al elenco. En mayo de 2017, tras el final de la producción principal de la película, se reveló que Gunner Wright también integraba el reparto de la película.

## Estreno
La película fue estrenada en Estados Unidos el 10 de enero de 2020.